# Comuna de Chmielnik
Chmielnik (polaco: Gmina Chmielnik) é uma gminy (comuna) na Polónia, na voivodia de Subcarpácia e no condado de Rzeszowski. A sede do condado é a cidade de Chmielnik.
De acordo com os censos de 2004, a comuna tem 6354 habitantes, com uma densidade 120,2 hab/km².

## Área
Estende-se por uma área de 52,87 km², incluindo:
- área agricola: 74%
- área florestal: 14%

## Demografia
Dados de 30 de Junho 2004:
|                      | Total   | Total | Mulheres | Mulheres | Homens  | Homens |
| -------------------- | ------- | ----- | -------- | -------- | ------- | ------ |
|                      | pessoas | %     | pessoas  | %        | pessoas | %      |
| População            | 6354    | 100   | 3178     | 50       | 3176    | 50     |
| Densidade (pop./km²) | 120,2   | 100   | 60,1     | 60,1     | 60,1    | 60,1   |

De acordo com dados de 2002, o rendimento médio per capita ascendia a 1310,98 zł.

## Subdivisões
- Błędowa Tyczyńska, Borówki, Chmielnik, Wola Rafałowska, Zabratówka.

## Comunas vizinhas
- Hyżne, Krasne, Łańcut, Markowa, Tyczyn